# (3745) Petaev
(3745) Petaev (1949 SF) – planetoida z pasa głównego asteroid okrążająca Słońce w ciągu 3,79 lat w średniej odległości 2,43 j.a. Odkrył ją Karl Wilhelm Reinmuth 23 września 1949 roku.